# Cajanus villosus
Cajanus villosus är en ärtväxtart som först beskrevs av John Gilbert Baker, och fick sitt nu gällande namn av Laurentius Josephus Gerardus Jos van der Maesen. Cajanus villosus ingår i släktet Cajanus och familjen ärtväxter. Inga underarter finns listade i Catalogue of Life.